# Agapetes nana
Agapetes nana är en ljungväxtart som först beskrevs av William Griffiths, och fick sitt nu gällande namn av George Bentham och Joseph Dalton Hooker. Agapetes nana ingår i släktet Agapetes och familjen ljungväxter. Inga underarter finns listade i Catalogue of Life.